# 岡田要
岡田 要（おかだ よう、1891年8月11日 - 1973年12月26日）は、日本の動物学者。理学博士（京都帝国大学・論文博士・1929年）（学位論文「La regeneration chez les Coelenteres(腔腸動物に於ける再生の研究)」）。東京帝国大学名誉教授。日本学士院会員、文化功労者。

## 略歴
兵庫県相生生まれ。旧制八高を経て1918年（大正7年）東京帝国大学理科大学動物学科卒。三崎臨海実験所勤務の後、1924年（大正13年）から6年間ヨーロッパ留学。帰国後、1929年（昭和4年）京都帝国大学理学部動物学科教授、同年理学博士（京都帝国大学（学位論文「La regeneration chez les Coelenteres(腔腸動物に於ける再生の研究)」）。 1937年（昭和12年）東京帝国大学理学部動物学科教授。三崎臨海実験所所長を経て、1953年（昭和28年）に定年退官、名誉教授。同年国立科学博物館館長。また日本動物学会会頭、日本博物館協会会長、日本動物園協会会長、日本学士院会員（1949年 - ）を務め、実験動物学に貢献した。1970年文化功労者。
1950年（昭和25年）4月から5月にかけて、皇居に招かれて植物関係の合同進講に出席。同年5月12日には、昭和天皇及び他の委員を前にミツバチに関する進講を行った。また、1955年（昭和30年）11月から行われた生物学に関する合同進講にも出席。
「動物の発生 特に誘導の問題に就き」と題する進講を行った。

## 著作

### 著書
- ねずみの話 岩崎書店, 1951（少年の観察と実験文庫）
- ネズミの知恵 法政大学出版局, 1954
- けものの生活 講談社, 1955
- メスとオス 性の闘争と妥協 光文社 (カッパ・ブックス) 1956

### 編著
- 現代の生物学 第1-3集 木原均共編 共立出版, 1949-50
- 原色少年動物図鑑 内田清之助共編 北隆館, 1953
- 実験発生学 裳華房, 1961-64

### 論文
- 国立情報学研究所収録論文 国立情報学研究所